# Kirchgasse 5 (Bad Orb)

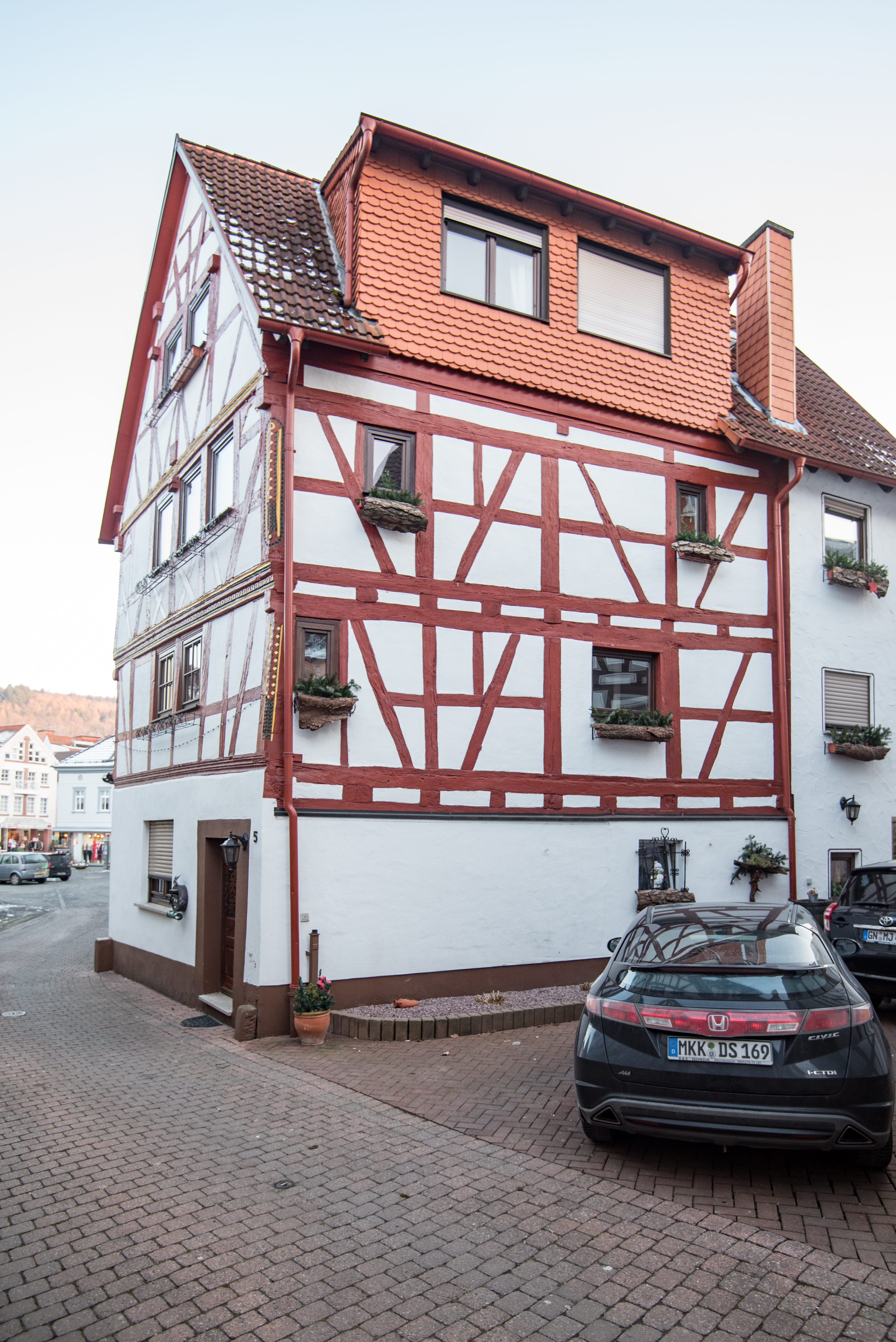
Haus Kirchgasse 5 in Bad Orb

Das Gebäude Kirchgasse 5 in Bad Orb, einer Kurstadt im Main-Kinzig-Kreis in Hessen, wurde in der ersten Hälfte des 18. Jahrhunderts errichtet. Das Fachwerkhaus ist ein geschütztes Kulturdenkmal.
Das Wohnhaus mit Satteldach und modernem Gaubenband besitzt ein massives Erdgeschoss und zwei Obergeschosse in Fachwerkbauweise. Die Giebelseite in Sichtfachwerk ist mit hohen Diagonalstreben, Andreaskreuzen, beschnitzten Eckständern und profilierten Rähmzonen versehen.